# Podoceridae
Podoceridae (лат.) — семейство ракообразных из отряда бокоплавов. Включает около 80 видов.

## Описание
Podoceridae — семейство морских корофиидных амфипод (Corophiida), отличающееся прямоугольной головой и дорсовентрально уплощенной уросомой, из которого уросомит 1 по крайней мере вдвое длиннее уросомита 2 и не сливается с ним. Подоцериды обычно встречаются в плотных гидроидных массах и среди обрастаний, создаваемых другими амфиподами. Как и другие капреллоиды, они эффективно лазают по водорослям и малоподвижным животным и располагаются на максимально возможной высоте для фильтрации корма, выбирая в первую очередь те частицы пищи, которые проносятся мимо по течению. Хотя у них отсутствуют шелковые железы на переподах и, следовательно, они не способны строить трубки, они часто занимают освободившиеся трубки других корофиид.

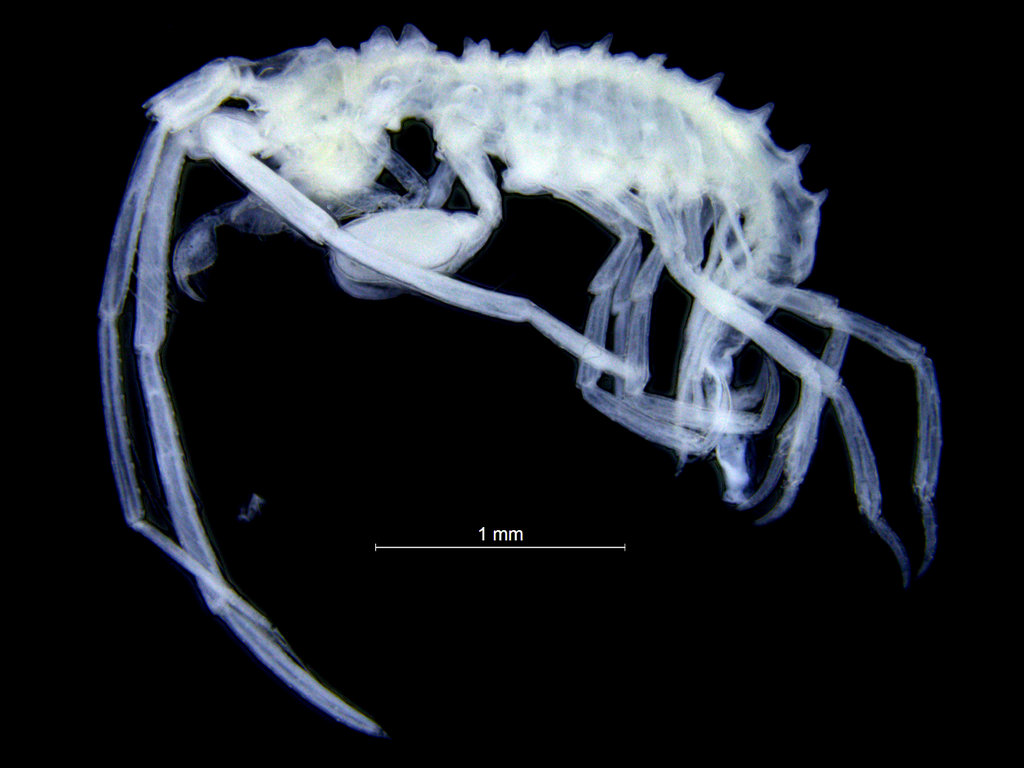
Laetmatophilus tuberculatus
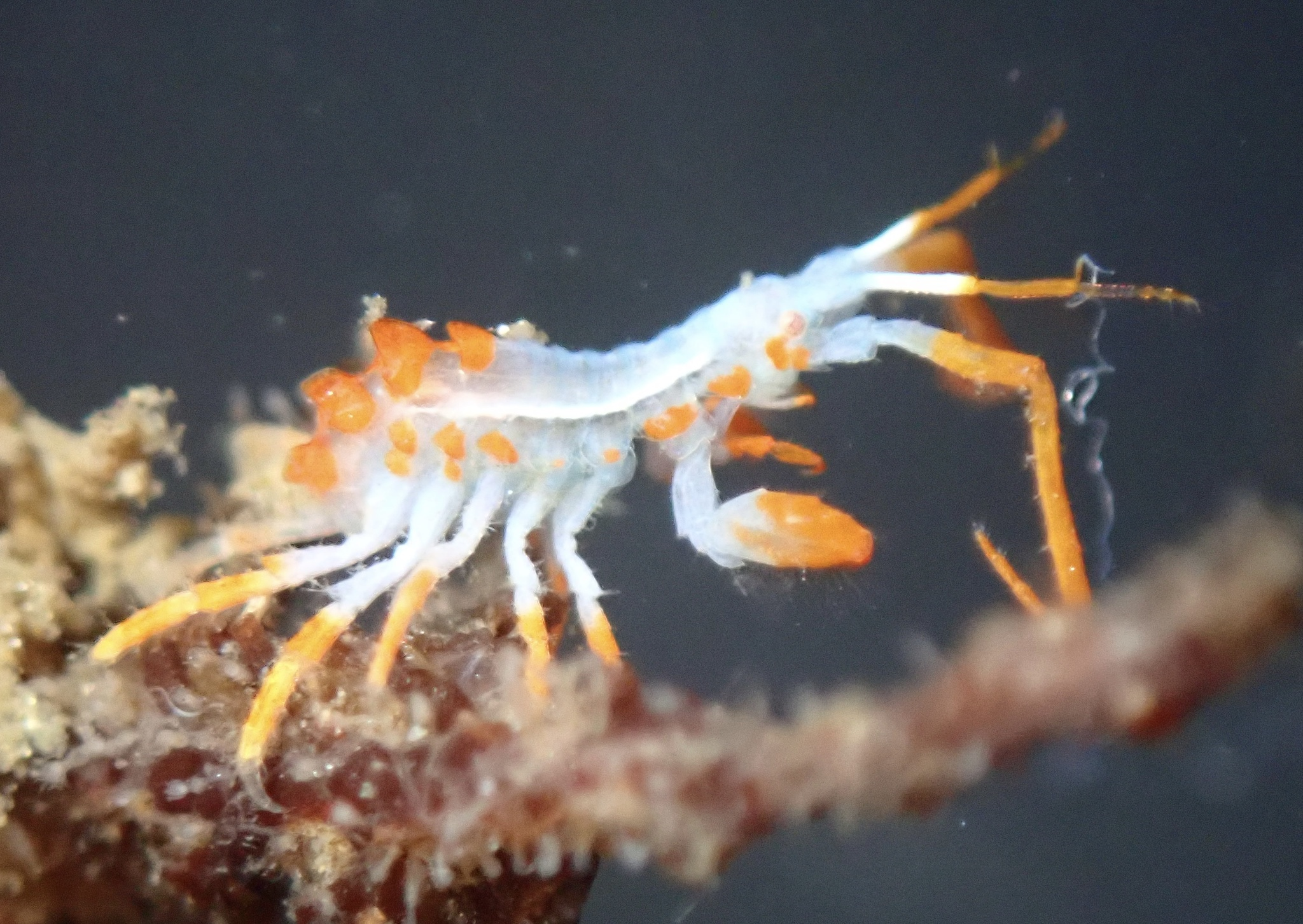
Podocerus cristatus

## Классификация
Включает около 80 видов и 9 родов
- Capropodocerus Matsumoto et al., 2023[4].
- Cyrtophium Dana, 1852
- Laetmatophilus Bruzelius, 1859
- Leipsuropus Stebbing, 1899
- Neoxenodice Schellenberg, 1926
- Parunciola Chevreux, 1911
- Podobothrus Barnard & Clark, 1985
- Podocerus Leach, 1814 — около 50 видов[5][6]
- Xenodice Boeck, 1871